# Longueval Road Cemetery
Pour les articles homonymes, voir Longueval (homonymie).
Le Longueval Road Cemetery  est un cimetière militaire de la Première Guerre mondiale, situé sur le territoire de la commune de Longueval, dans le département de la Somme, au nord-est d'Amiens.

## Localisation
Ce cimetière militaire est situé au sud-ouest du village, Rue d'En-haut, sur la D 197, à 200 m des dernières habitations.

## Histoire
Le secteur a été le théâtre des combats de la bataille de la Somme  qui durèrent du 14 jusqu'au 29 juillet 1916, lorsque le village fut conquis par la 5è division. Il fut perdu en mars 1918 et repris définitivement par la 38è division galloise  et les carabiniers le 28 août 1918.

Ce cimetière de la Route de Longueval fut commencé en septembre 1915, près d'un poste de secours connu sous le nom de "Longueval Alley", ou "Longueval Water Point" . Il fut utilisé jusqu'en janvier 1917, mais d'autres inhumations furent faites en août et septembre 1918. A l'Armistice, le cimetière comptait 171 tombes et d'autres furent amenées d'un large périmètre autour de Longueval en 1923-24. Le cimetière du chemin Longueval contient maintenant 222 sépultures et commémorations de la Première Guerre mondiale. 48 des sépultures ne sont pas identifiées. Il y a aussi une sépulture allemande dans le cimetière.

## Caractéristiques
Ce cimetière a un plan trapézoïdal.

Il est entouré d'un mur de briques ou d'une haie d'arbustes du côté des champs.

Le cimetière a été conçu par AJS Hutto.

## Galerie

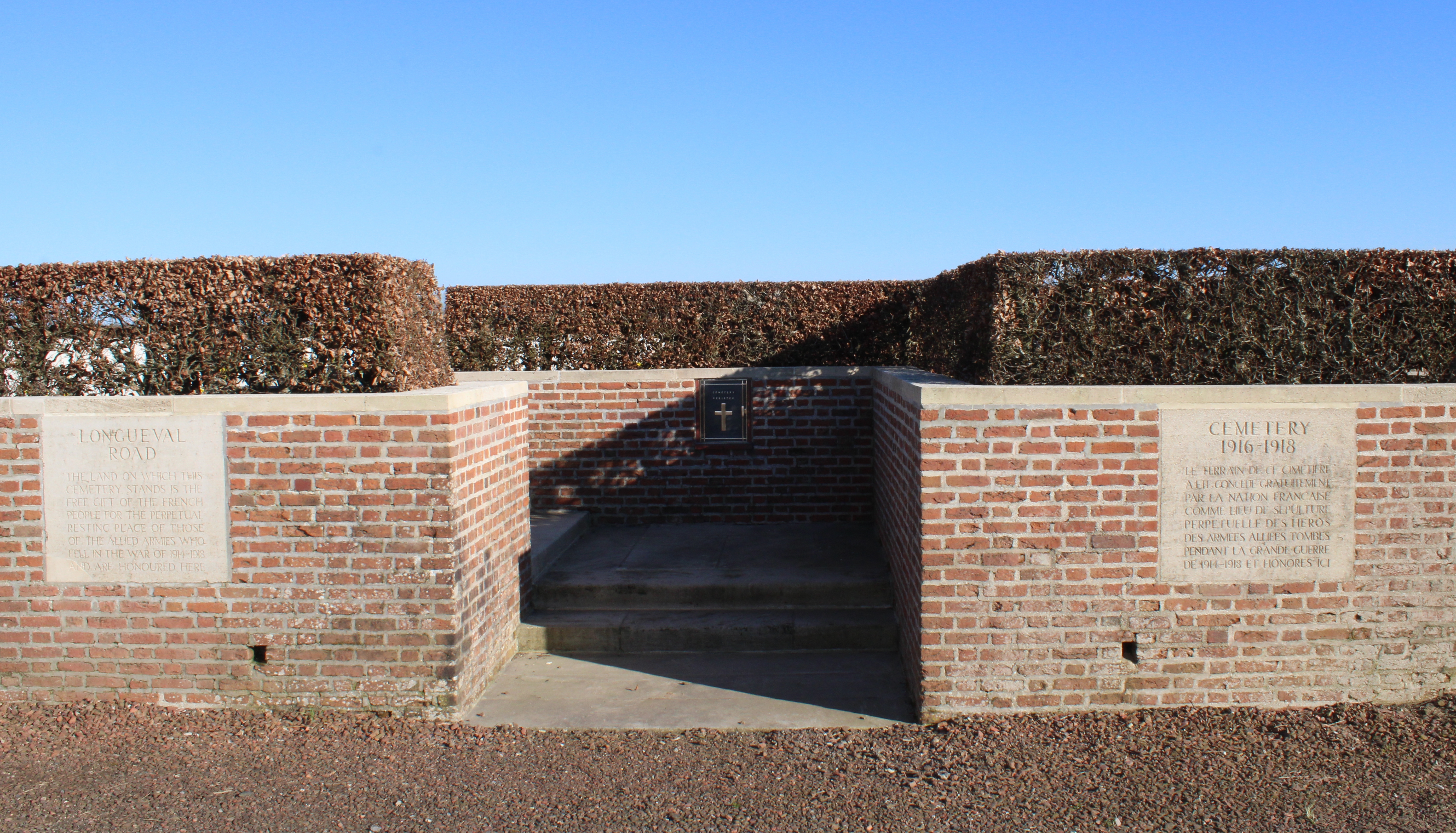
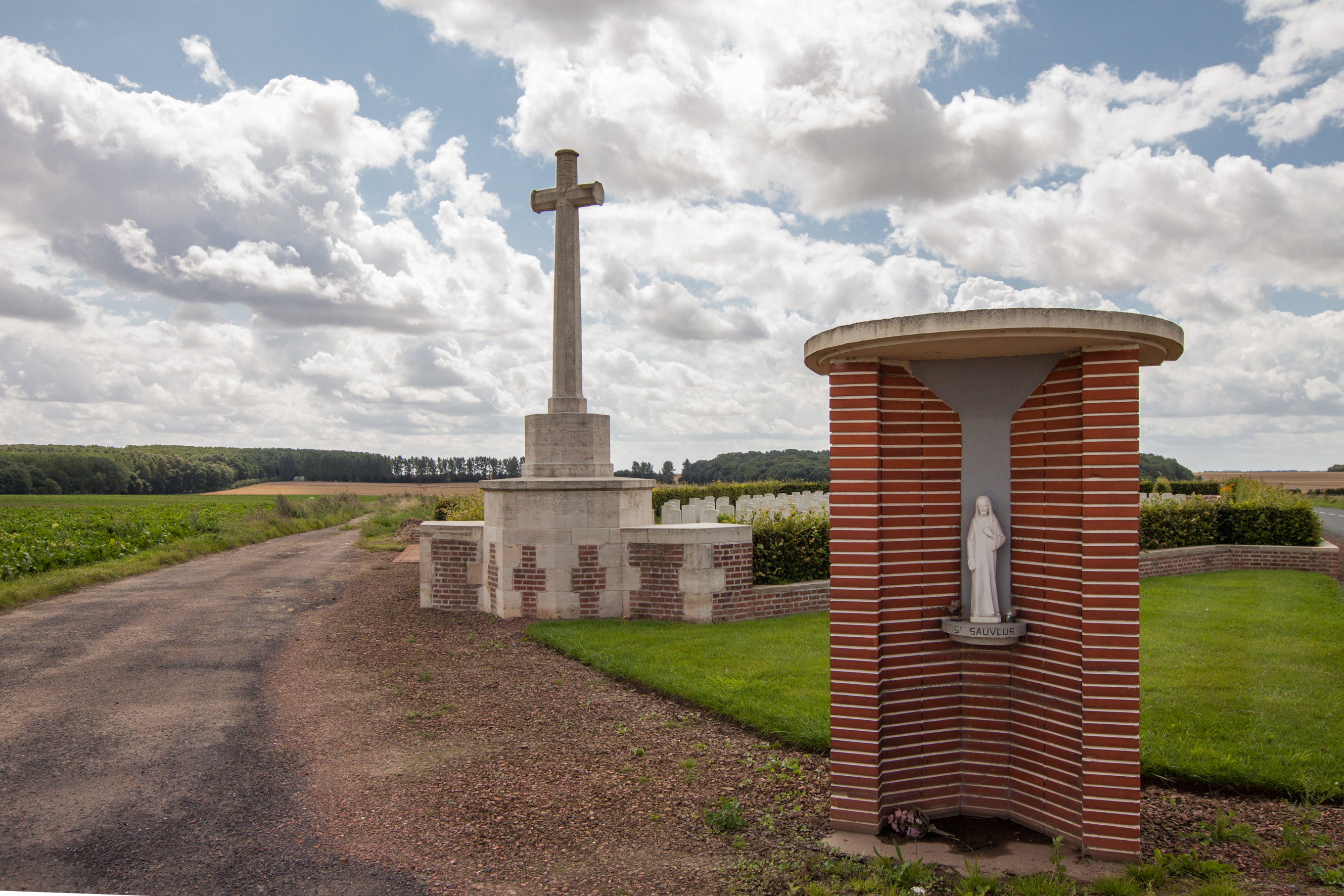
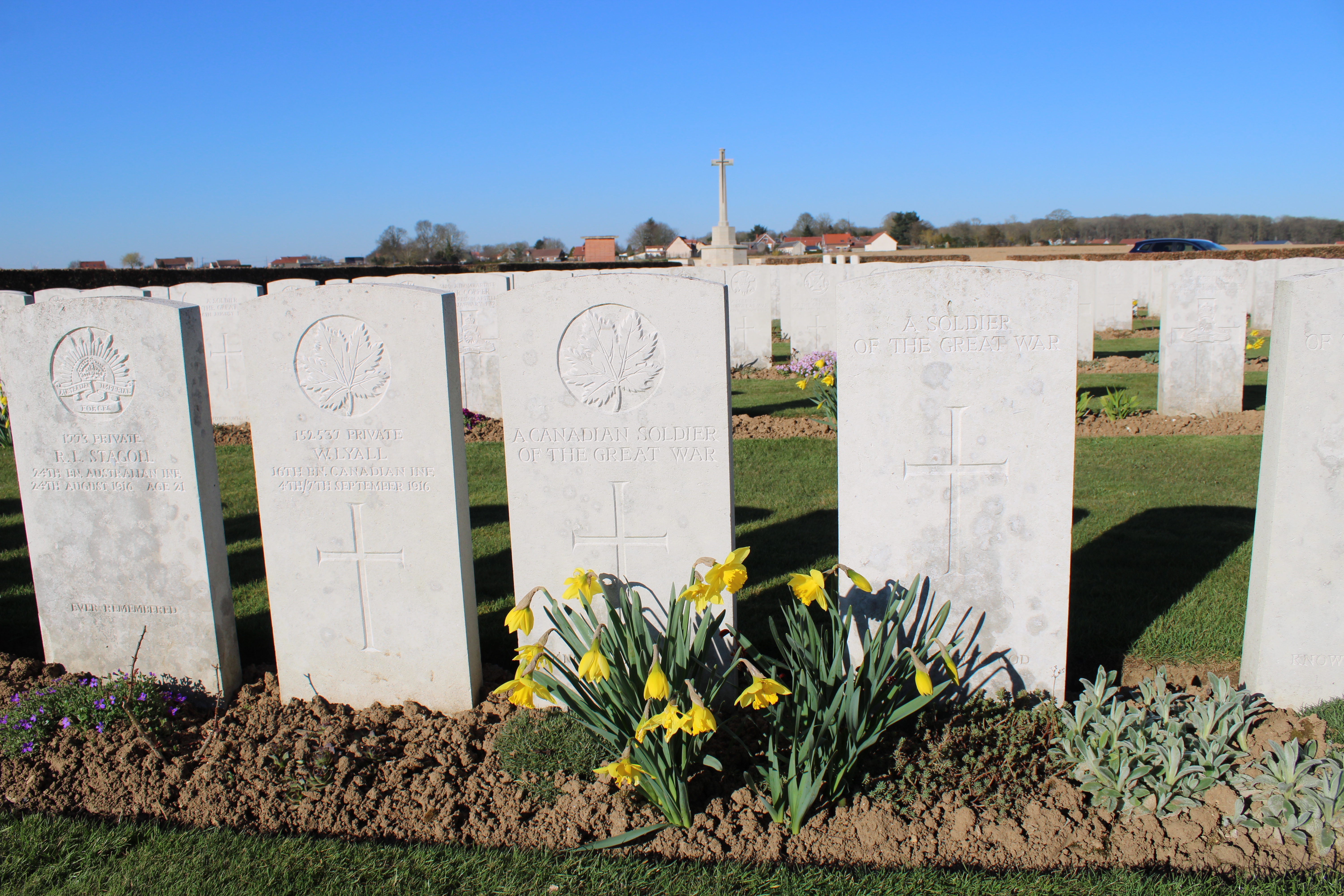
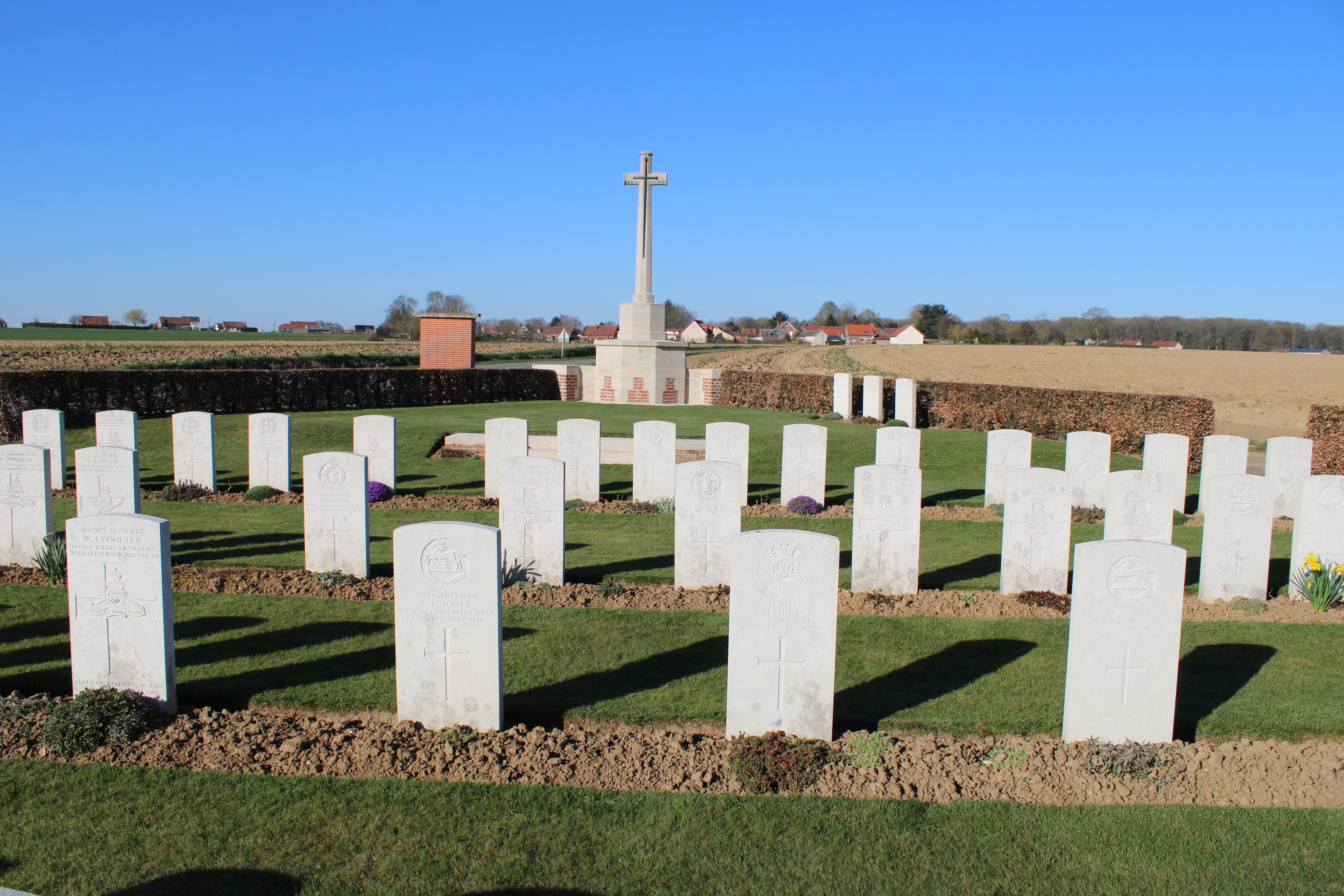
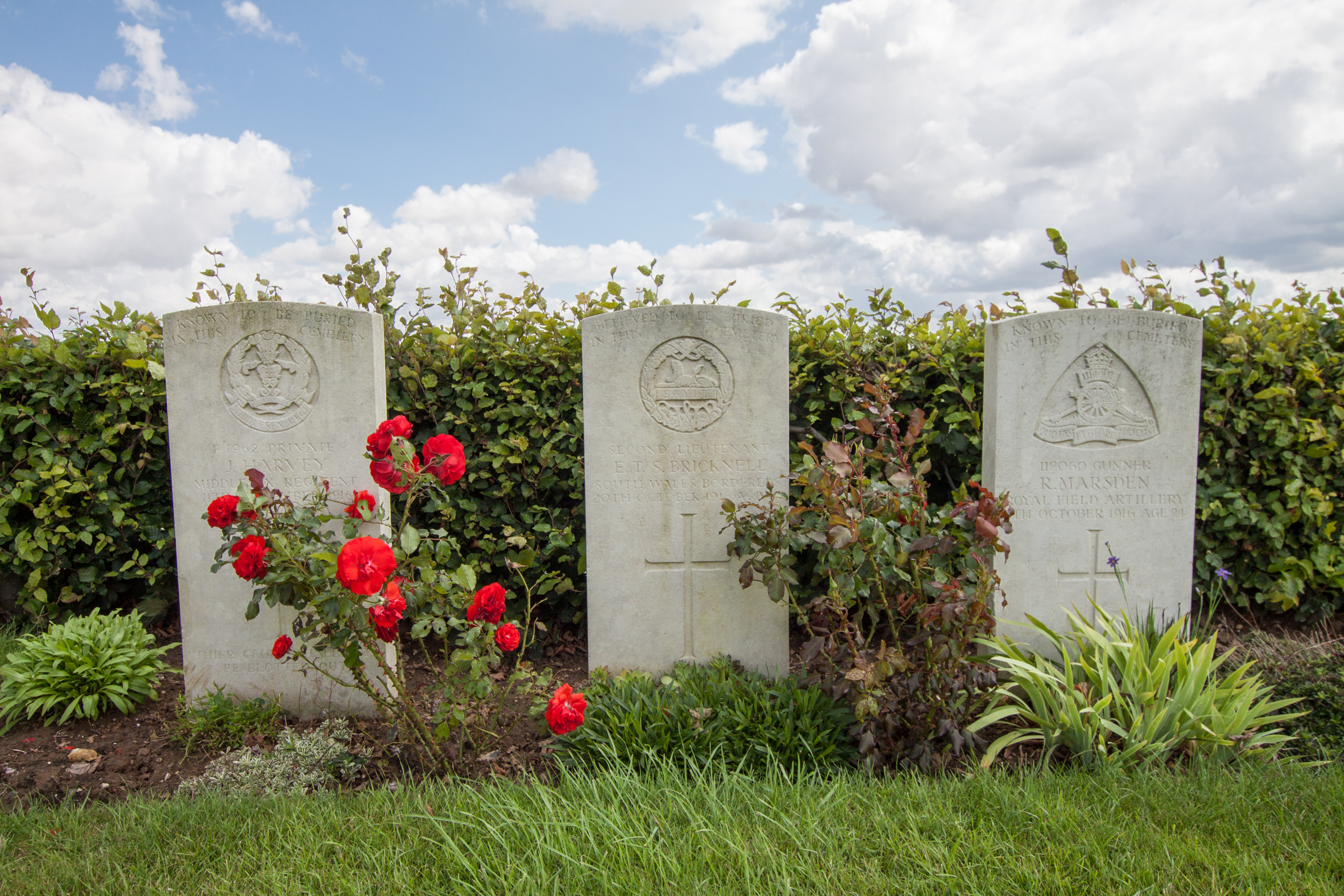
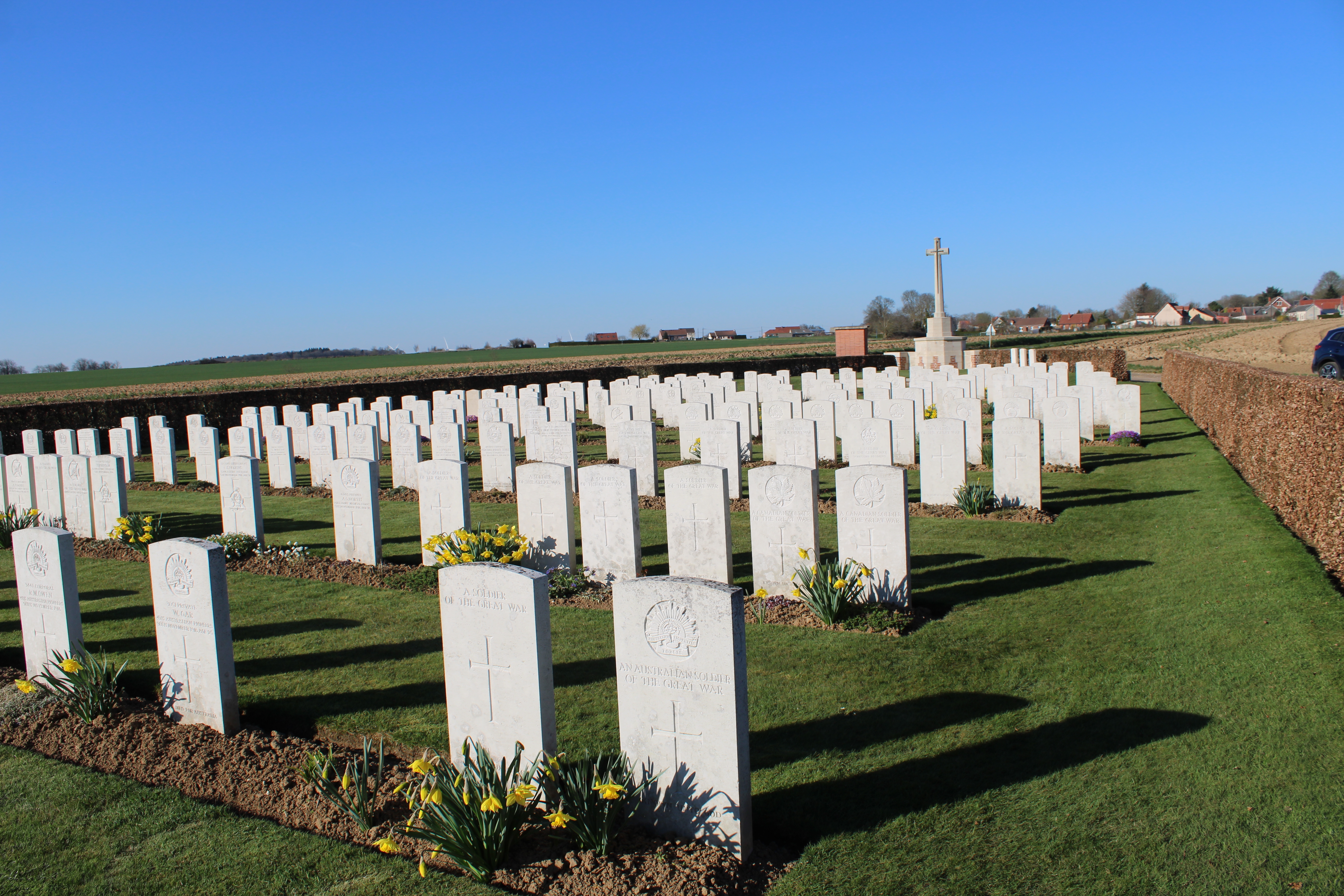

## Sépultures
| Pays             | Sépultures |
| ---------------- | ---------- |
| Royaume-Uni      | 185        |
| Australie        | 22         |
| Canada           | 8          |
| Nouvelle-Zélande | 7          |
| Allemagne        | 1          |
| Total            | 222        |